# عطاء بن دينار
عطاء بن دينار الهذلي، أبو الريان، وقيل: أبو طلحة المصري، مولى بني خناعة بطن من هذيل. أحد راوة الحديث النبوي من التابعين، سكن مصر. مَاتَ سنة 106 هـ. روى له البخاري في الأدب المفرد، وأبو داود، والترمذي.

## روايته للحديث النبوي
- روى عن: حكيم بن شريك الهذلي، وسعيد بن جبير وقيل: لم يسمع منه، وشفي الأصبحي، وعباس بن جليد الحجري، وعبد الله بن مسروح، وعمار بن سعد التجيبي، ومالك بن كلثوم، وأبي يزيد الخولاني.[2]
- روى عنه: حيوة بن شريح، وسعيد بن أبي أيوب، وعبد الله بن لهيعة، وعمرو بن الحارث بن يعقوب، ونافع بن يزيد، ويحيى بن أيوب المقابري.
- الجرح والتعديل: قال أحمد بن حنبل، وأبو داود: ثقة. وقال أحمد بن صالح العجلي: عطاء بن دينار من ثقات أهل مصر وتفسيره فيما يروي عن سعيد بن جبير صحيفة، وليست له دلالة على أنه سمع من سعيد بن جبير. وقال أبو حاتم الرازي: صالح الحديث إلا أن التفسير أخذه من الديوان، فإن عبد الملك بن مروان كتب يسأل سعيد بن جبير أن يكتب إليه بتفسير القرآن، فكتب سعيد بن جبير بهذا التفسير إليه فوجده عطاء بن دينار في الديوان، فأخذه فأرسله عن سعيد بن جبير. وقال النسائي: ليس به بأس. وذكره ابن حبان في كتاب الثقات. وقال أبو سعيد بن يونس: مستقيم الحديث، ثقة، معروف بمصر وداره بها في الحمراء في بني بحر نحو دار الليث بن داود لها بأبان عظيمان.[2]